# Tomești (Hunedoara)
Tomești es una comuna ubicada en el distrito de Hunedoara, Rumania.

## Superficie
Cuenta con una superficie de 59,42 kilómetros cuadrados.

## Demografía
Hasta 2021 la población era de 912 habitantes, con una densidad de población de 15,35 habitantes por kilómetro cuadrado.